# Cesare Pastore
Cesare Pastore (Castiglione delle Stiviere, 23 luglio 1822 – Ceresara, 9 giugno 1889) è stato un politico italiano.
Fu senatore del Regno d'Italia nella XV legislatura.

## Biografia
Ultimo di sei figli proveniva da un'agiata famiglia di Castiglione delle Stiviere. Combatté sulle barricate di Milano del 1848. Laureatosi in legge a Pisa emigrò all'estero. Nel 1859 rientrò in Italia e diede il suo contributo nel soccorso dei feriti della battaglia di Solferino e San Martino. Nel 1865 fu tra i fondatori della Banca Popolare di Castiglione. Nel 1881 fu eletto deputato nel collegio di Castiglione delle Stiviere. Morì nel 1889 nel suo Palazzo Secco-Pastore a San Martino Gusnago.

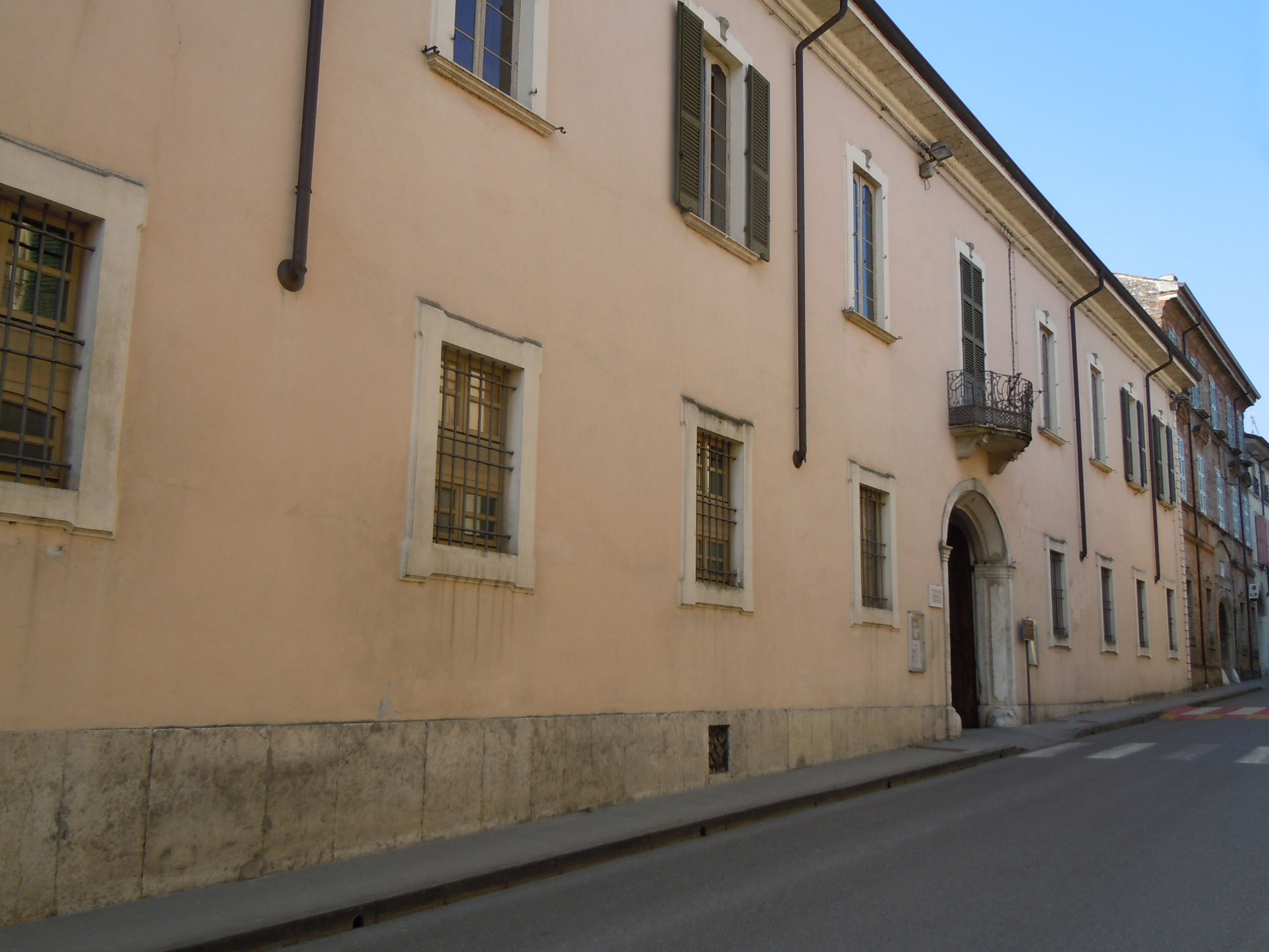
Castiglione delle Stiviere, Palazzo Pastore

Massone, fu Gran dignitario del Supremo Consiglio di 33º grado del  Rito scozzese antico ed accettato della  Gran Loggia d'Italia all'atto della sua fondazione, il primo maggio  1908.